# Резиденція князя Милоша

Милош Обренович

Резиденція князя Милоша в Топчидері (серб. Конак Кнез Милоша) — основна будівля палацового комплексу сербського князя Милоша Обреновича, побудована в 1831—1833 роках у Белграді після здобуття країною статусу автономії в складі Османської імперії. У 1979 році увійшов до Списку пам'ятників культури Сербії виняткового значення.

## Історія будівлі
У 1829—1831 роках за наказом князя Милоша Обреновича для його дружини і синів в центрі Белграда був споруджений палац княгині Любиці. Коли у 1830 році Сербія здобула широку автономію, для самого князя в парку невеликого приміського селища Топчидер, тепер це територія Белграда, з 1831 по 1834 рік був побудований репрезентативний придворний комплекс — резиденція правителя за проєктом архітектора Миколи Живковича (Никола Живковић). Будівлю споруджували майстри-будівельники Янь Михайлович (Јањ Михаиловић) і Никола Джорджевич (Никола Ђорђевић).
За час свого першого правління (1815—1839 роки) князь Милош Обренович бував тут лише зрідка, оскільки столицею князівства до 1842 року було місто Крагуєваць. Зате під час свого другого перебування при владі (1858—1860 роки) він жив тут ста́ло до кінця життя 14 вересня 1860 року. Після смерті князя Милоша у резиденці заснували меморіальний музей.
З приходом до влади в 1903 році династії Карагеоргієвичів, експонати, пов'язані з Обреновичами, були передані до Національного музею Сербії. В будинку для гостей розмістили поліцейський відділок. У період між світовими війнами тут влаштували музей мисливства та лісового господарства. В 1954 році його перетворили на музей Першого сербського повстання, а в 1966 році — на Історичний музей Сербії. Широкі консерваційно-реставраційні роботи проводились у два етапи, спочатку у 1968—1969 роках, а потім у 1978—1985 роках. Дах накрили у 2003 році.

## Архітектура

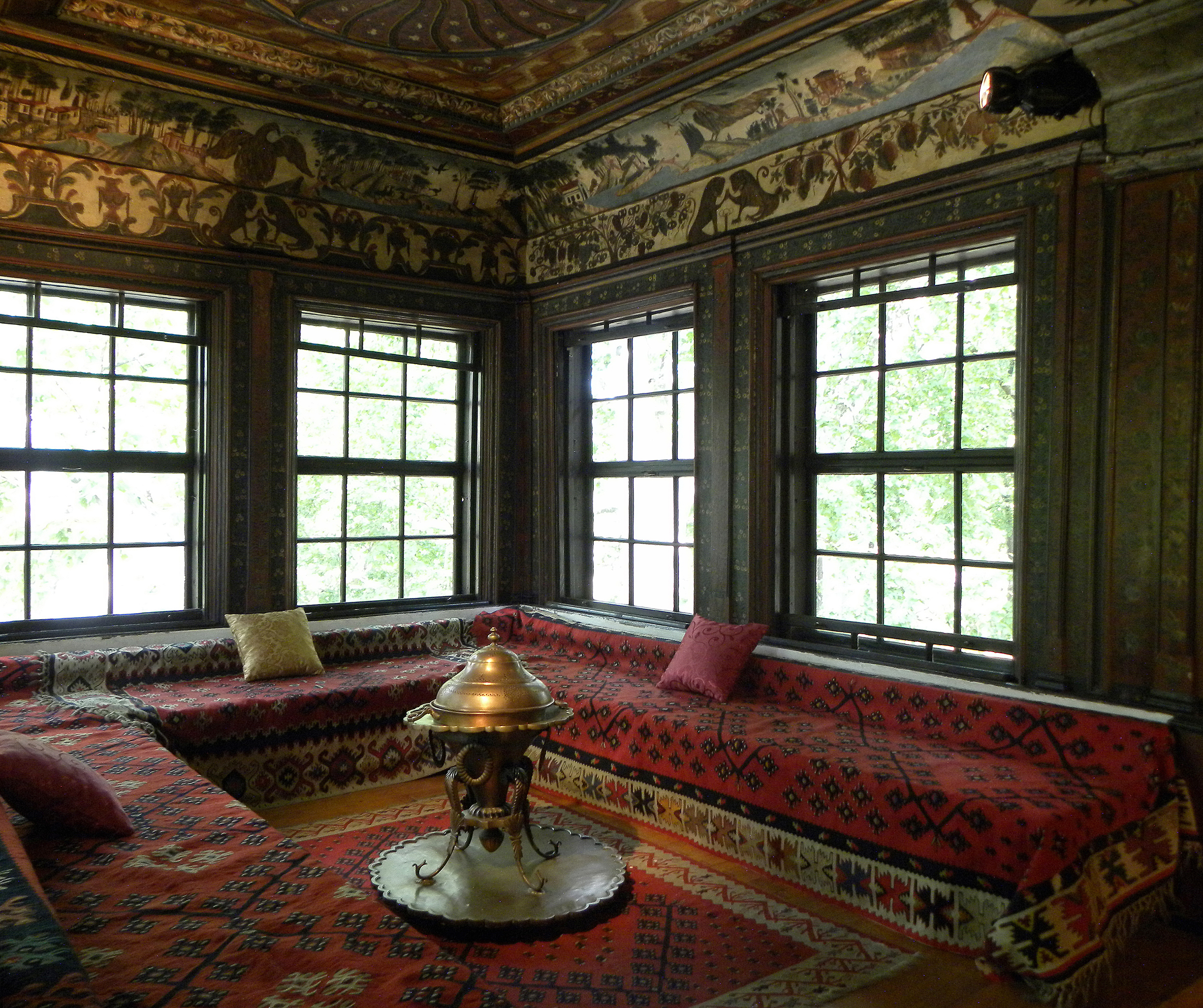

З архітектурної точки зору стиль резиденції князя Милоша є перехідним етапом від балканської архітектурної традиції до поступового розвитку елементів центрально-європейської архітектури. Європейський вплив відчувається в класичному строгому порталі, окремих архітектурних деталях, а також у вільному парковому просторі навколо будівлі. В той час як багато розписані склепіння стелі, стін та ніш, організація внутрішнього простору, внутрішнє оздоблення та меблі належать до османської житлової культури. Кожен поверх має великий зал посередині, сім кімнат, розміщені навколо, та чотири допоміжні кімнати між ними. Головний вхід виходить в сад, тоді як з боків є менші бічні входи. Перший поверх мав утилітарний характер і використовувався для розміщення слуг, охорони та чиновників князя Милоша. Була також канцелярія, з якої велося листування. Верхня частина мала винятково житлову функцію.

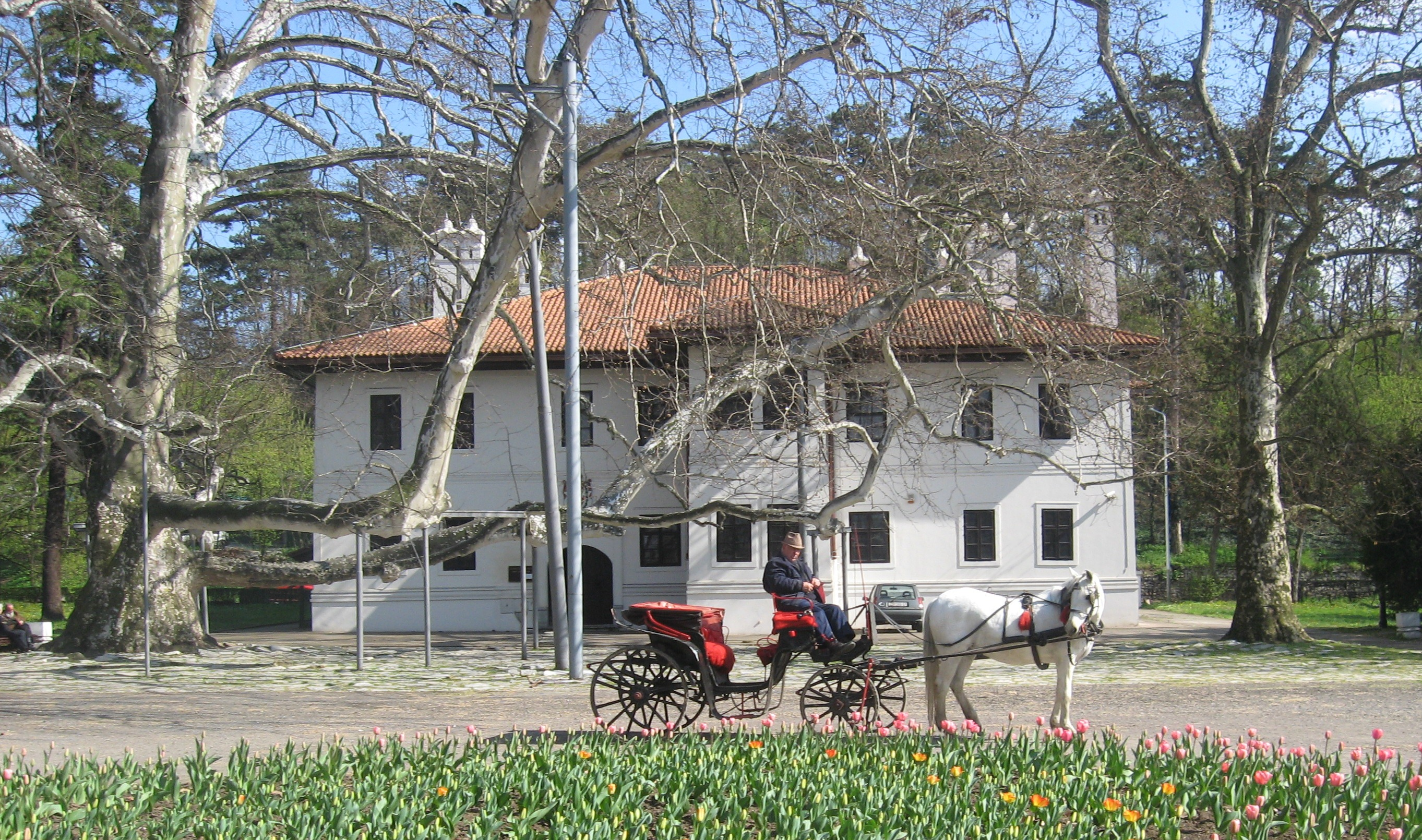

Меблі, картини та особисті речі князя Милоша на жаль не збереглися. Після приходу до влади династії Карагеоргієвичів у 1903 році все, що було в резиденції князя Милоша Обреновича, було перенесено до Національного музею, який був зруйнований під час австрійських бомбардувань у Першій світовій війні.
Недалеко від придворного комплексу також збереглася Топчидерська церква Святих Апостолів Петра і Павла та фонтан князя Милоша. Перед фасадом головної будівлі резиденції росте величезний старий платан, оголошений пам'ятником природи ботанічного характеру (Рішення муніципалітету громади Савски-Венац 352/372/79-III-03 від 1. 1. 1979). Його вік становить 170—180 років. За одним із джерел, він був висаджений за наказом князя Милоша навесні 1832 року. Висота платану становить 34 метри, а розмах крони — 49 метрів.